# Triunfo da Ortodoxia
A Festa da Ortodoxia (também conhecida como Domingo da Ortodoxia ou Triunfo da Ortodoxia) é celebrado no primeiro domingo da Grande Quaresma (seis domingos antes da Páscoa) no calendário litúrgico da Igreja Ortodoxa e da Igreja Católica Oriental (católicos de rito bizantino). A festa é mantida em memória da derrota final do iconoclasma e da restauração final dos ícones às igrejas.

## História
Apesar de os ensinamentos sobre os ícones definidos no Sétimo Concílio Ecumênico de 787, os iconoclastas começaram a causar problemas para igreja novamente. Após a morte do último imperador bizantino iconoclásta Teófilo, seu filho menor Miguel III, o Ébrio e sua mãe Teodora, juntamente com o patriarca de Constantinopla Metódio I, convocaram um sínodo em Constantinopla em 842 para trazer novamente a paz para a Igreja. Ao final da primeira sessão, todos fizeram uma procissão triunfal da Igreja de Santa Maria de Blaquerna até Hagia Sofia, restaurando os ícones às igrejas. Este evento ocorreu em 19 de fevereiro de 842 (que naquele ano era o primeiro domingo da Grande Quaresma), batizando o dia como "o Domingo da Ortodoxia" (ἡ Κυριακὴ τῆς Ὀρθοδοξίας).
O nome "Ortodoxia" gradualmente afetou o caráter da festa. Originalmente ela comemorava apenas a derrota do iconoclasma, mas foi se tornando gradualmente uma celebração mais ampla da oposição contra a heterodoxia. Neste sentido, ainda que a celebração original não tenha sido esquecida, a festa se tornou uma em honra da verdadeira fé em geral, como demonstrado pelo seu serviço litúrgico especial.

## Serviço

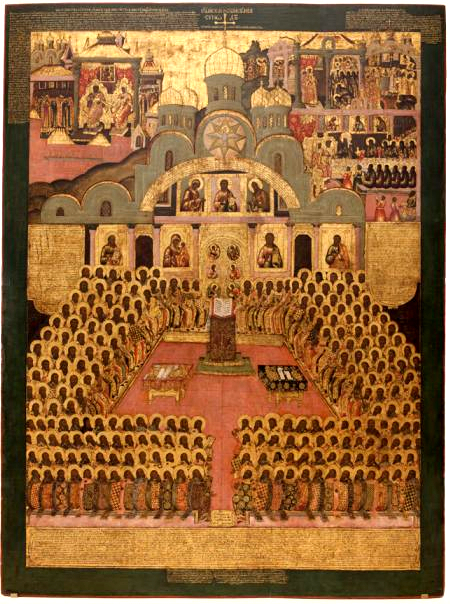
Sétimo Concílio Ecumênico (787), que decidiu a favor do ícones.

Após as Orthos e antes da Liturgia Divina, uma procissão é feita com os ícones para algum lugar pré-determinado (geralmente dentro da própria igreja). Enquanto isso, um cânon atribuído a São Teodoro Estudita é cantado.
Assim que a procissão chega ao local, o Sinódico da Ortodoxia (o decreto do sínodo em Constantinopla) é proclamado em voz alta pelo diácono. Este sinódico começa com a memória de alguns santos, confessores e heróis da fé, ao que o público responde à cada nome: "Eterna Memória!" três vezes. Então se segue uma longa lista de heréticos de todos os tipos, à cada qual o público responde: "Anátema!" uma vez ou três. Estas heresias compreendem todos os maiores oponentes da fé ortodoxa: arianos, nestorianos, monofisistas, monotelitas, iconoclastas e assim por diante. Então vêm novamente o "Eterna Memória" para alguns imperadores mais piedosos a partir de Constantino.
Inevitavelmente há diferenças entre as listas ortodoxa e católica oriental, assim como pequenas diferenças entre os sinódicos de cada uma das igrejas nacionais. Os ortodoxos aclamam Fócio, Miguel Cerulário e outros patriarcas anti-romanos e muitos imperadores. Eles amaldiçoam o papa Honório I entre os monotelitas, adversários do hesicasmo. O sinódico utilizado pela Igreja Católica Oriental tende a omitir boa parte destes nomes.
O formato utilizado pela Igreja Ortodoxa Russa difere um pouco do utilizado pelos Ortodoxos Gregos: durante a monarquia, o imperador e sua família eram aclamados e o "Eterna Memória" era proclamado para cada um dos membros da Dinastia Romanov; todos os que negavam o direito divino dos reis eram amaldiçoados juntamente com os que "ousavam provocar a insurreição e a rebelião contra ela". Na Igreja Ortodoxa Russa fora da Rússia, anátemas adicionais contra o modernismo e o movimento ecumênico foram acrescentados.

## Significado teológico

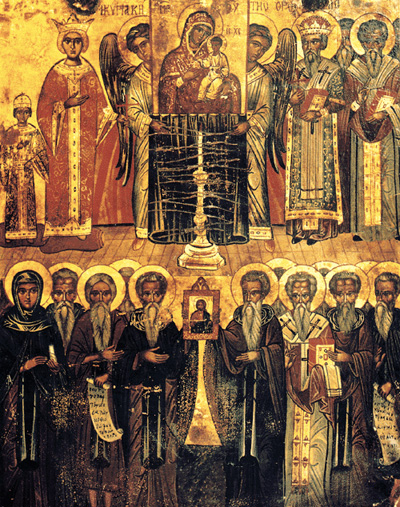
Ícone do Triunfo da Ortodoxia.

O nome deste domingo reflete a grande importância dos ícones para a Igreja Ortodoxa. Eles não artefatos de devoção opcionais, mas uma parte integral da fé e devoção ortodoxa. O debate envolveu importantes questões: a característica da natureza humana de Cristo, a atitude cristã em relação à matéria e o verdeiro significado da redenção cristã. Os ícones são considerados pelos ortodoxos como uma consequência necessária da fé cristã na Encarnação do Verbo (João 1:14), Jesus Cristo. Os íconos são considerados pelos cristãos ortodoxos como tendo um caráter sacramental, tornando presente para o crente a pessoa ou o evento representado. Porém, os ortodoxos sempre fazem uma clara distinção doutrinária entre a veneração (prosquínese) devida aos ícones e a adoração (latria), que é devida a Deus apenas.
Como o iconoclasma foi a última das grandes controvérsias cristológicas a perturbar a Igreja, sua derrota é considerada como sendo o triunfo final da Igreja sobre a heresia. Todas as heresias subsequentes tendem a ser apenas derivações das grandes heresias anteriores.